# Amazon Lex
Amazon Lex est une plateforme qui offre un service permettant de créer des interfaces utilisateurs conversationnelles dans n'importe quelle application utilisant la voix et le texte afin d'alimenter l'assistant virtuel Amazon Alexa.
En avril 2017, la plateforme est ouverte aux développeurs pour utiliser les interfaces conversationnelles (chatbots ou autres) dans le Web, les applications mobiles, les robots, les jouets, les drones, etc.. Amazon Lex utilise la technologie de reconnaissance vocale d’Amazon Alexa sans pour autant que les utilisateurs finaux interagissent avec cet assistant, mais plutôt avec n'importe quel type d'assistant ou d'interface,.
Depuis février 2018, il est désormais possible de définir une réponse pour le chatbot Amazon Lex directement depuis la console de gestion AWS.